# Mögölen (Ulrika socken, Östergötland)
Mögölen är en sjö i Linköpings kommun i Östergötland och ingår i Motala ströms huvudavrinningsområde.